# Арієль (місто)
Арієль (івр. אריאל) — ізраїльське місто в Самарії на Західному березі річки Йордан. Арієль є негласною столицею ізраїльських поселень у Самарії.

## Історія
Засновано в 1978 р. групою ізраїльтян під керівництвом Якова Файтельсона.
Місто має назву «Арієль» з моменту заснування. Ім'я вибрано з урахуванням згадки в Танасі.
За розповідями перших жителів, спочатку було заплановано розвивати до стану міста сусіднє селище Баркан. Але армійське керівництво звернуло увагу поселенського руху на те, що з воєнної точки зору стратегічне положення Аріеля вигідніше (Арієль розташований на 100 м вище, аніж Баркан), і тому центром єврейських поселень Самарії було обрано його.
Спочатку всі члени групи пройшли через процес відбору, для того, щоб отримати відповідний баланс кваліфікованих дорослих і молодих сімей, які були б психологічно готові витримати становлення нового селища з нуля, з обмеженою інфраструктурою і без сучасних зручностей. Тоді в тому районі не існувало асфальтованих доріг. Вода підвозилась періодично на автоцистернах. Електрика була представлена тільки дизель-генератором, оскільки в цій області не існувало також і електричних мереж. Намети були замінені збірними блоковими будиночками, які служили й житлом, і школою, і лікарнею. 1 вересня 1978 був офіційно відкритий перший навчальний рік в школі селища.
У міру зростання громади, до неї приєднувалися різнорідні групи населення, у тому числі традиційні ортодоксальні євреї, хоча місто зберегло свій переважно світський характер. Місто тепер включає в себе чотирнадцять синагог різних напрямків ортодоксального юдаїзму.
Посаду голови муніципальної ради Арієля, а потім мера міста займав Рон Нахман в 1977-81 і з 1985 по 2013. У період 1981—1985 мером Арієля був Яків Файтельсон. Після смерті чинного мера Аріеля Рона Нахмана в січні 2013 року, міська рада обрала виконувачем обов'язків мера Еліягу (Елі) Швіро. В результаті виборів, що відбулись 22 жовтня 2013 року, Елі Швіро був обраний на посаду мера Арієля.
Арієль отримав статус міста в 1998 р.
У липні 2009 р. міська рада схвалила пропозицію мера назвати місто на честь колишнього прем'єр-міністра Аріеля Шарона. Остаточне рішення в результаті, прийняв Комітет по іменах ізраїльського уряду. Проте, у 2010 році урядова комісія, яка займається назвами населених пунктів Ізраїлю, вирішила, що місту Арієль не буде присвоєно ім'я колишнього прем'єр-міністра.

## Сучасне становище
В Аріелі є повна система освіти — від дитячих садків до Арієльського університету. Також є відділ Відкритого Університету.
Має місце і певна плинність населення, оскільки студенти університету поселяються в місті під час навчання, а потім від'їжджають. Великий попит на знімне житло з боку студентів привів до зміни цін. На початку 2013 року ціни на житло в Арієлі виросли майже вдвічі — від непридатних до середніх по Гуш-Дану. У 2010-х рр. в місті ведеться широке житлове будівництво; у результаті населення зростає швидше, ніж у попередні періоди.
Працюють три державні початкові школи, школа середнього ступеня, що працює в системі ОРТ, вища школа — також ОРТ, державно-релігійна школа «Ор Звулун» (з 1 по 9 клас) і початкова школа освітньої мережі «Мааян», що належить партії ШАС.
Промислова зона Арієль-захід займає 18 га (електроніка, електронно-обчислювальна техніка, авіаційне обладнання, металообробка та інші галузі). Там ведеться інтенсивне промислове будівництво; перша черга промзони розрахована на розміщення 60 підприємств.
В Аріелі розташовані відділення багатьох державних установ та всіх лікарняних кас. Жителі розташованих навколо нього селищ приїжджають у місто для відвідування установ і культурних заходів, а заодно створюють попит для сфери торгівлі, громадського харчування та послуг.
З 2012 р. виникла проблема нестачі громадського транспорту для жителів Аріеля, пов'язана з появою великого пасажиропотоку арабських жителів Самарії на маршрутах між Аріелем і Гуш-Даном.

## Правовий статус

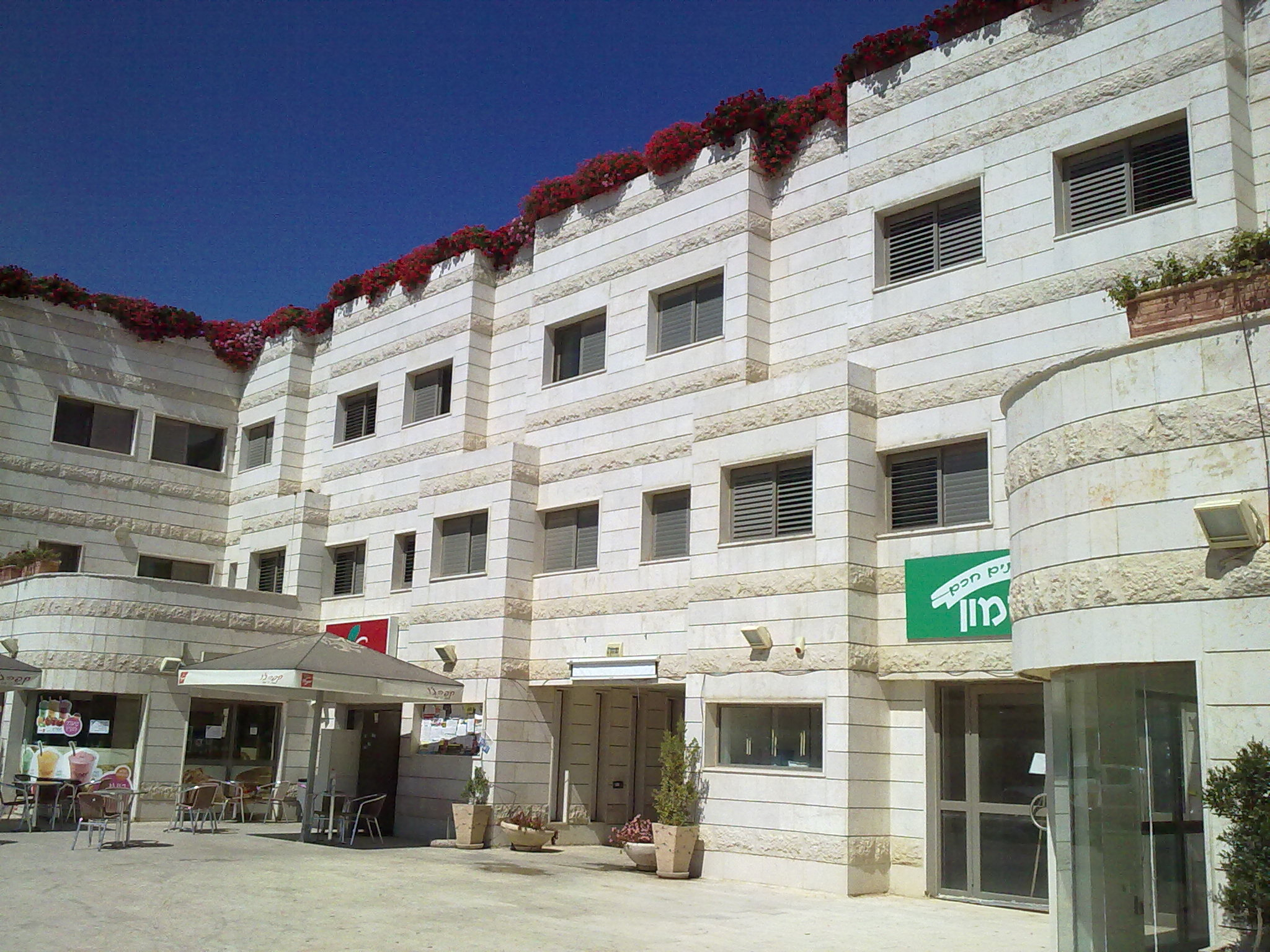
Гуртожиток Арієльського університету

Арієль знаходиться на території, яка була зайнята Ізраїлем у Шестиденній війні 1967 р. Ізраїль контролює цю територію, але не анексував її. Йорданія, яка в 1948—1967 рр. контролювала цю територію, відмовилась від неї. У даний час ця територія не має чийогось суверенітету, і управління на ній здійснюється Громадянською адміністрацією ізраїльської армії.
Арієль побудований на державних землях, на яких не поширюється ніяке арабське володіння, а також на ділянках, куплених в арабських власників. За угодами Осло, місто знаходиться в зоні С, що знаходиться під повним ізраїльським контролем.
Більшість ізраїльських громадян вважають, що Арієль у будь-якому випадку залишиться ізраїльським містом.

## Етимологія
Арієль буквально означає «лев Бога». «Арі» (лев) на івриті є синонімом відваги та мужності, і лев теж є символом коліна Іудина.
Арієль в єврейській Біблії є одним з назв Єрусалиму і Єрусалимського храму (Іс. 29: 1-8).

## Статистика

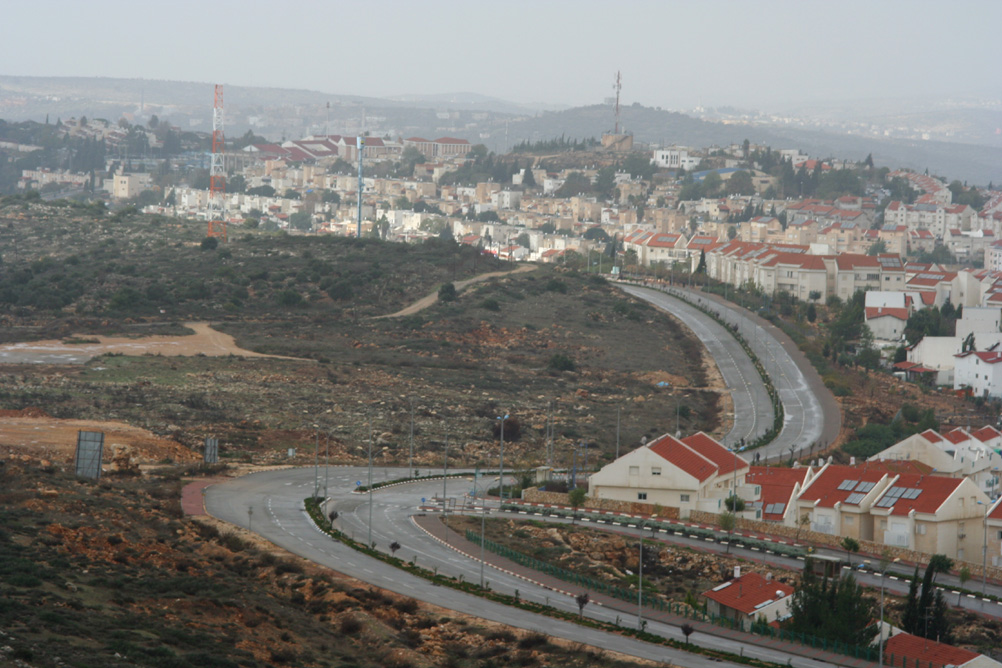
Вигляд на Арієль

Населення — 26,861 тис. жителів (по даних Центрального бюро статистики на 2016 рік). Значну частину населення міста складають вихідці з колишнього Радянського Союзу. Арієль є негласною столицею ізраїльських поселень у Самарії.

## Розташування
Арієль розташований на висоті 570—730 м над рівнем моря. Міська територія, що знаходиться у веденні муніципалітету, близько 1200 га, забудована лише частково.
Арієль знаходиться приблизно за пів години їзди від Тель-Авіва по транссамарійському шосе (шосе 5).